# 圣多明我堂 (里斯本)
圣多明我堂（Igreja de São Domingos）是葡萄牙里斯本的一座罗马天主教教堂，隶属于天主教里斯本宗主教区，位于圣多明我广场（Largo de São Domingos），巴洛克风格。
1241年，多明我会在里斯本建立圣多明我修道院。数个世纪以来，历经多次改建，完全改变了中世纪的痕迹。目前的巴洛克教堂为1748年改建的结果。建筑师是马夫拉宫的设计者。1755年里斯本大地震后，修道院被废弃，只有教堂被保留。
1959年，一场毁灭性的大火彻底摧毁了教堂的内部，包括镀金祭坛，珍贵的绘画作品。
现在，这座历经地震和火灾的雄伟教堂，外观和内部都很简朴，仍显得非常美丽。
圣多明我堂被列为葡萄牙国家古迹。